# Silnik górnozaworowy

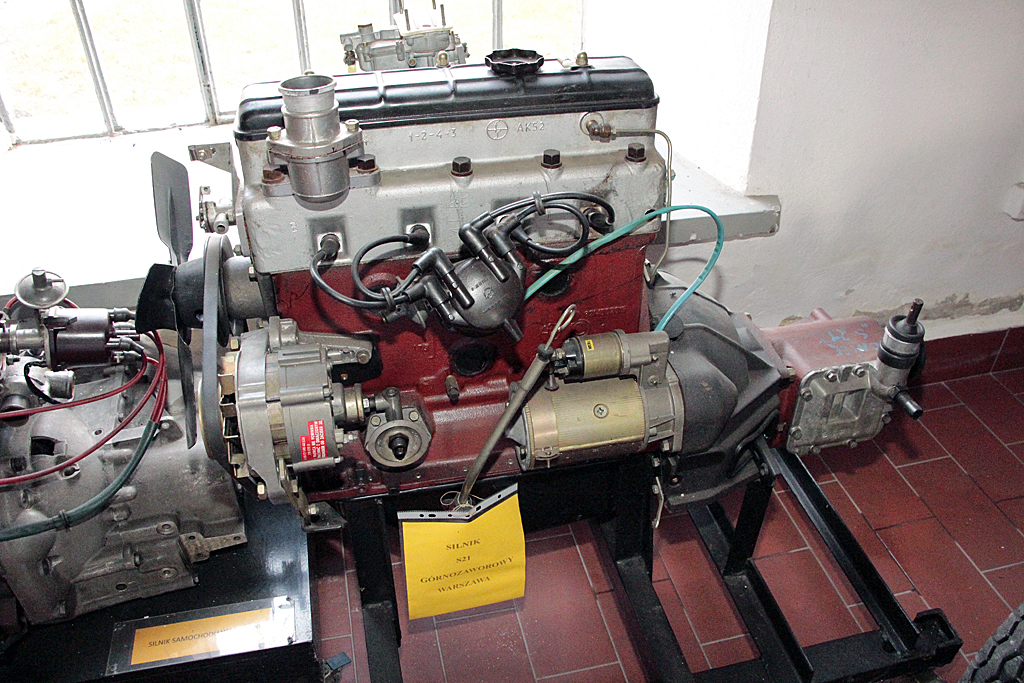
Silnik górnozaworowy

Silnik górnozaworowy – silnik, w którym zawory ssące i wydechowe umieszczone są w głowicy silnika, co wiąże się z innym systemem rozrządu niż w silniku dolnozaworowym.
Silniki górnozaworowe zostały wprowadzone zamiast silników dolnozaworowych w celu osiągnięcia lepszego napełniania silnika ładunkiem, wyższego stopnia sprężania a tym samym wyższej mocy i sprawności (mniejsze jednostkowe zużycie paliwa). Możliwa była też  zmiana kształtu  głowicy silnika na kształt zbliżony do sferycznego – co się praktykowało w silnikach o zwiększonym wysileniu. Wadą takiej komory jest nierównoległe prowadzenie trzonków zaworów, co utrudniało rozwiązanie konstrukcyjne rozrządu.

## Zalety układu górnozaworowego
- większa moc silnika z danej pojemności skokowej.
- mniejsze jednostkowe zużycie paliwa (wyższa sprawność).
- lepsza szybkobieżność silnika (szybsza reakcja na "dodanie gazu").
- regulacja zaworów bywa  łatwiejsza z powodu większej dostępności do elementów regulacyjnych
- osiąganie wyższych stopni kompresji – co wiąże się z budową głowicy silnika i większym ładunkiem.

## Wady układu górnozaworowego
- większe skomplikowanie budowy głowicy silnika, poprzez wprowadzenie do niej elementów ruchomych.

Ogromna przewaga zalet nad wadami sprawia, że silnik górnozaworowy (czasem równoznaczne jest określenie rozrząd górnozaworowy) stanowi niemalże 100% produkowanych obecnie silników.
Bywa też spotykany układ, gdzie zawory ssące umieszczone są w głowicy silnika, zaś wydechowe w bloku silnika, co wiąże się z innym systemem rozrządu (tzw. rozrząd mieszany spotykany np. w niektórych modelach motocykla Harley-Davidson).